# 지옥의 묵시록
《지옥의 묵시록》(地獄의 默示錄, Apocalypse Now)은 1979년에 프랜시스 포드 코폴라 감독이 만든 영화이다. 조지프 콘라드의 소설 《어둠의 심연》에 영감을 얻어 만들어졌다. 영화의 주된 내용은, 베트남 전쟁을 배경으로 정글 깊숙한 곳에 숨어있는 미군 특수부대 대령을 암살하라는 명령을 받은 주인공이 임무를 완수하는 과정이다.
2000년 이 영화는 미국 의회도서관에 의해 문화적으로, 역사적으로, 미적으로 중요성을 인정받아 미국 국립영화등기부에 선정, 보존되었다.

## 줄거리
베트남 전쟁 중, 냉소적인 특수부대 요원인 윌러드 대위는  군사 지도자인 커츠 소령이 무단으로 공격을 감행하고 있다는 정보를 받아 베트콩, 자유당파, 그리고 베트남 공산주의 군대를 향해 야만적으로 전쟁을 치르고 있다는 보고에 따라 특별 임무를 맡게 된다. 커츠 소령은 동쪽 캄보디아의 고립된 정글 포스트에서 미국인과 현지 민병대, 그리고  몬타그나드족 군대를 지휘하며 거의 신격화되어 있다. 윌러드는 커츠 소령을 무력으로 제거하라는 임무를 받고, 특수부대 요원이 되기 위한 새로운 형태의 정신적 시험에 처하게 된다.
그는 강에서 항해하는 작은 배와 함께  커츠 소령의 포스트로 향한다. 길을 떠나는 동안 윌러드는 커츠 소령에 대한 정보를 조사하며, 커츠 소령이 과거에 펜타곤에서 받아온 높은 지위를 버리고 특수부대에 들어왔다는 사실을 알게 된다. 이 사실은 커츠 소령의 행동 뒤에 숨겨진 복잡한 동기를 제시한다.
이들의 여정 동안 위험과 도전으로 가득 차며, 윌러드와 그의 팀원들은 전투를 치르고 생존을 위해 노력하며 협상과 배신을 경험하게 된다.  커츠 소령의 포스트에 도착한 후, 윌러드는 커츠 소령이 어떻게 자신의 군대를 이끌고 있는지와 그가 전쟁에 대해서 어떤 생각을 가지고 있었는지를 직접 목격하게 된다.
최종적으로,  윌러드는 커츠 소령과 마주치게 되고 그에게 의문을 던진다. 커츠 소령의 신념과 행동은 윌러드를 충격으로 때리고 그의 정신적 균형에 도전한다.

## 출연
- 말론 브란도 (Marlon Brando) - 커츠 대령
- 마틴 쉰 (Martin Sheen) - 윌라드 대위
- 로버트 듀발 (Robert Duvall) - 킬고어 대령
- 프레데릭 포레스트 (Frederic Forrest) - 셰프
- 알버트 홀 (Albert Hall) - 필립스
- 린다 카펜터 (Linda Carpenter) - 산드라 비티(플레이걸 3)
- 스콧 글렌 (Scott Glenn) - 콜비
- 데니스 호퍼 (Dennis Hopper) - 사진작가
- 해리슨 포드 (Harrison Ford) - 루카스 대령
- 샘 바텀스 (Sam Bottoms) - 랜스 존슨
- 로렌스 피시번 (Laurence Fishburne) - 미스터 클린
- G.D. 스프래들린 (G.D. Spradlin) - 장군
- 오로레 클레망 (Aurore Clement) - 록산느 새롤트
- 신시아 우드 (Cynthia Wood) - 캐리 포스터(플레이걸 1)
- 콜린 캠프 (Colleen Camp) - 테리 테릴(플레이걸 2)

## 한국어 더빙
한국에서는 KBS에서 1990년 여름특선으로 방영하였고. 이후 2004년 확장판을 재더빙하여 방송하였다.

### KBS (1990년 8월 4일)
- 양지운 - 월라드 (마틴 쉰)
- 김종성 - 커츠 대령 (말론 브란도)
- 윤병화 - 킬고어 중령 (로버트 듀발)
- 오세홍 - 주방장 (프레데릭 포레스트)
- 김준 - 클린 (로렌스 피시번)
- 엄주환 - 필립스 중사 (알버트 홀)
- 김정경 - R. 코먼 장군 (G. D. 스프라들린) / 본인 (프란시스 포드 코폴라)
- 강연숙 - 클린 어머니 목소리
- 정동열 - 제리 (제리 자스머)
- 장광 - 사진작가 (데니스 호퍼)
- 안종익 - 랜스 B. 존슨 (샘 보톰스)
- 유동현 - 루카스 대령 (해리슨 포드)

### KBS (2004년 7월 3일)
- 유강진 - 커츠 대령 (말론 브란도)
- 김환진 - 윌라드 (마틴 쉰)
- 이완호 - 킬고어 대령 (로버트 듀발)
- 박기량 - 루카스 대령 (해리슨 포드)
- 강희선 - 록산느 (오로 클레망)
- 남궁윤
- 설영범
- 유해무
- 이봉준
- 김준
- 전인배
- 석원희
- 정훈석
- 류다무현
- 유동균
- 임진응
- 이규석
- 이현주
- 위훈

## 비평
- 미국 영화 연구소 선정 100대 영화(1998/2007)
- 미국 영화 연구소 선정 100대 영화주제가(Doors - The End)
- 미국 영화 연구소 선정 100대 명대사("I love the smell of napalm in the morning.")
- 엠파이어 (잡지) 선정 500대 영화

## 수상 목록
- 1979년 칸 영화제 황금종려상
- 제 52회 아카데미상 음향효과상 촬영상
- 제 33회 영국 아카데미 영화상 남우조연상 감독상
- 제 37회 골든 글로브상 남우조연상 감독상 음악상

## 같이 보기
- 역대 최고의 영화 목록
- 존 밀리어스